# Decretul de la Alhambra

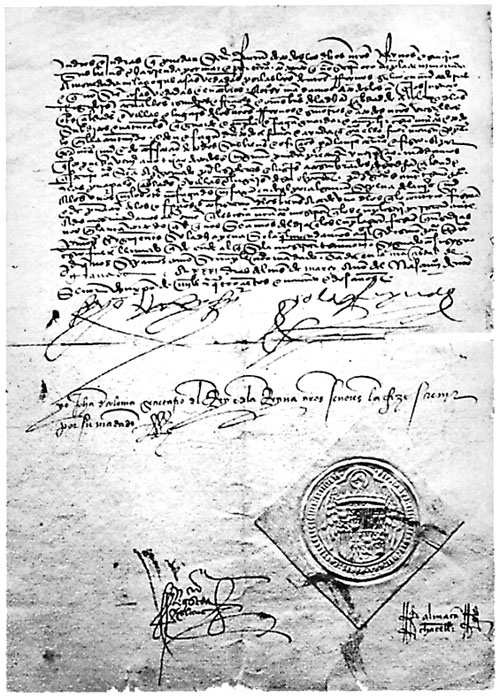

Decretul de la Alhambra (în spaniolă Decreto de la Alhambra sau Edicto de Granada) a fost emis în data de 31 martie 1492 și a prevăzut creștinarea forțată a evreilor în termen de patru luni (până la 31 iulie) sau expulzarea lor. Din motive logistice s-a prelungit aplicarea lui până la 2 august 1492 Decretul a fost semnat în versiunea castiliană de regina Isabella de Castilia și de regele Ferdinand al II-lea de Aragón. Versiunea aragoneză a fost semnată doar de regele Ferdinand.
Existau diferențe semnificative între cele două versiuni, deși amândouă erau o parte din același proiect elaborat de Tomás de Torquemada, inchizitor general al Inchiziției Spaniole (înființată in 1478 in Castilia si in 1483 in Aragon)  
Decretul coroanei de Aragon a rămas în vigoare până la 15 iulie 1707, când în acest teritoriu a început să se aplice decretul coroanei Castiliei. Din 1841 consecințele decretului au fost extinse și la Navarra. Decretul a rămas formal în vigoare până la promulgarea Constituției spaniole din 1869, care a consfințit libertatea de cult. Decretul a fost anulat în mod explicit și oficial de către dictatorul Francisco Franco în 1969. 

## Consecințe
În urma decretului au părăsit Castilia circa 80.000-100.000 de persoane, iar Aragonul circa 10.000-12.000 de persoane, la o populație totală de 850.000 de locuitori. Numărul evreilor convertiți la creștinism a fost apreciat la 200.000. Nu doar efectul demografic a fost devastator, ci și cel economic și cultural. În orașe s-a făcut simțită penuria de medici, profesori și meseriași calificați. Aparatul administrativ a rămas lipsit în mare parte de economiști, iar diplomația regală a rămas fără contactele internaționale ale evreilor sefarzi. Exemplificative în acest sens sunt biografiile lui Isaac Abrabanel, care a părăsit Sevilia și a fost angajat consilier în cele din urmă la Veneția, și cea a astronomului Abraham Zacuto, profesor la Universitatea din Salamanca, refugiat la Tunis.